# Chipiona
Chipiona es un municipio español situado en la provincia de Cádiz, en la comunidad autónoma de Andalucía, y una villa de dicho municipio. Según el INE, a 1 de enero de 2021 contaba con una población de 19 368 habitantes, la cual se puede multiplicar en periodo estival hasta alcanzar puntualmente 200 000 personas. La extensión superficial del término municipal es de 32,92 km² y tiene una densidad de 588,33 hab/km². La villa se encuentra situada en la costa atlántica, a una altitud de 6 metros sobre el nivel del mar, entre las poblaciones de Rota y Sanlúcar de Barrameda y a 60 km de Cádiz, capital de la provincia. 

## Historia

### Edad Antigua
Según los geógrafos Estrabón (Estrabón, III, 1, 9) y Pomponio Mela (Mela III, 4), existió en la Antigüedad, un faro en la desembocadura del río Guadalquivir, que recibía el nombre de Turris caepionis o Caepionis monumentum, probablemente por haber sido construido a instancias del cónsul romano Quintus Servilius Caepio o algunos de sus descendientes. La torre cumplía una función de aviso de un lugar peligroso para la navegación, y también marcaba la desembocadura de un río no navegable (si fuese navegable no sería peligroso) , el Guadalquivir. Tradicionalmente se ha visto en el nombre de este faro el origen del nombre de Chipiona.
Esta zona se identifica además con el área donde se levantaba la legendaria Ars Gerionis, que era la tumba de Gerión,[cita requerida] que se situaba al final de un estrecho cabo que se adentraba en el mar. Probablemente corresponde a lo que hoy es un arrecife conocido con el nombre de la Piedra de Salmedina, bajo de Salmedina o simplemente Salmedina.[cita requerida] De todo esto no queda más constancia que la bibliográfica, habiéndose producido hallazgos arqueológicos romanos que datan del s. II a. C..

### Edad Media
La leyenda refiere que los discípulos de San Agustín en África, huyendo de la invasión de los vándalos en el norte de África, llegaron por mar a Chipiona con la imagen de la Virgen de Regla. De época de la dominación visigoda, se han encontrado lápidas en las inmediaciones del Santuario de la Virgen de Regla. Tras la islamización de la península ibérica a partir del año 711, siguiendo la tradición, los ermitaños ocultaron la imagen en un aljibe a unos treinta pasos de la ciudadela, hoy monasterio. La imagen permaneció oculta hasta que un religioso de la Orden de San Agustín la encontró en el siglo XIV, merced a una revelación del cielo. Sobre el aljibe se construyó el Humilladero de la Virgen de Regla.
Ya en 1251, Chipiona fue conquistada por el rey Fernando III el Santo, volviéndose a reconquistar definitivamente en 1264 por su hijo Alfonso X el Sabio. En 1297, el rey Fernando IV concedió a Guzmán el Bueno, fundador de la Casa de Medina Sidonia, el Señorío de Sanlúcar, del que Chipiona formaba parte.
En 1303, la hija mayor de Guzmán el Bueno y María Alonso Coronel, Isabel de Guzmán, contrae matrimonio con Fernando Ponce de León, recibiendo como dote matrimonial las villas de Rota y Chipiona, independizándose ambas del Señorío de Sanlúcar e incorporándose a las posesiones de la casa de Ponce de León, germen de la casa de Arcos.

### Edad Moderna
En 1477 se le concedió a Chipiona la Carta Puebla, que otorgaba una serie de privilegios a la población, con el fin de obtener la repoblación de ciertas zonas de interés económico o estratégico. La Carta suponía la concesión de solares para vivienda a los pobladores, y les obligaba a edificar casa en el plazo de tres años y poner en cultivo determinadas tierras. Ese mismo siglo se aprobaron las ordenanzas y se regularon los oficios municipales lo que confirma un alto nivel de desarrollo urbano e institucional.
En 1755, el pueblo fue castigado duramente por el maremoto que provocó en la costa atlántica andaluza y portuguesa el Terremoto de Lisboa. Los efectos del tsunami llegaron al pueblo aproximadamente una hora después del terremoto; en él murieron cuatro personas, quedando inundadas las calles y las playas, estimándose los daños en 238 815 reales.
Se sacó en procesión la imagen del Cristo de las Misericordias para pedir la retirada de las aguas. Esta procesión se repite cada año el primero de noviembre desde la ermita que lleva el nombre del cristo hasta la denominada Cruz del Mar. 

Narración del terremoto realizada por la Comunidad del Convento Santísimo de Nuestra Señora Santa María de Regla, el 6 de diciembre de 1755
En el citado día 1 de noviembre no se advirtió novedad alguna desde el amanecer hasta las 10 del día por estar el tiempo sereno, y el día pacífico, el mar quieto y sosegado, viento Norte poco sensible. Mas, siendo como las 10 de la mañana, hallándose esta Comunidad en su coro alto cantando solemnemente la hora de tercia, se empezó a sentir que el coro, y la Iglesia, se balanceaban con extraño movimiento y éste, tan perceptible en la vista, que facistol, lámparas de la Iglesia, candeleros de el altar, y todo el templo se estremecía y movía a modo de una cuna, de un costado a otro costado, que miran a el Norte y Sur.
Advirtióse ser un terrible terremoto, y aunque en todos causó el correspondiente susto, y se entró en el recelo de que se desplomase todo el edificio, que [es] de cantería, sobre todos nosotros, faltó la libertad para desamparar el coro, ligados todos de un mismo superior impulso, y llenos de la más segura confianza en el Patrocinio de Nuestra Santa Imagen, que estaba patente a la vista en su majestuoso trono. Al punto nos postramos todos de rodillas, y esforzando nuestra devoción, seguimos con la mayor constancia la hora canónica.
Duraría el temblor como de diez a doce minutos y, conocida la restitución que hizo la tierra a su pausa, y quietud natural, volvió la Comunidad a tomar sus asientos, reconociendo cada uno la Piedad Divina, y el Patrocinio de María Santísima de Regla, Nuestra Señora, que nos libraron de el estrago amenazando con tanta felicidad que no se experimentó el menor daño en todo el recinto de el convento.
Cantóse la misa conventual sin el menor recelo, y concluida, se cantó la hora de sexta; sobre el fin de ésta, que sería como las 11 y cuarto, se oyó un espantoso bramido de el mar, y se vio que se elevaron tanto las olas, que arrojándose con violencia las aguas sobre el citado baluarte, y sobre las barrancas de el convento, arrollaron a un artillero, que estaba en él (el que no padeció daño alguno, por haber invocado el patrocinio de Nuestra Santa Imagen), y cayeron sobre las paredes de el convento, y corriendo por sus fosos inundaron la Iglesia y cercaron sus 2 costados hasta introducirse por la puerta principal de los Patios, que mira a el Levante.
Sorprendidos de este no previsto impulso de el océano, algunos religiosos que estaban fuera, y dentro de el coro, huyeron con aceleración a los campos, manteniéndose otros en el mismo coro.

## Núcleos de población

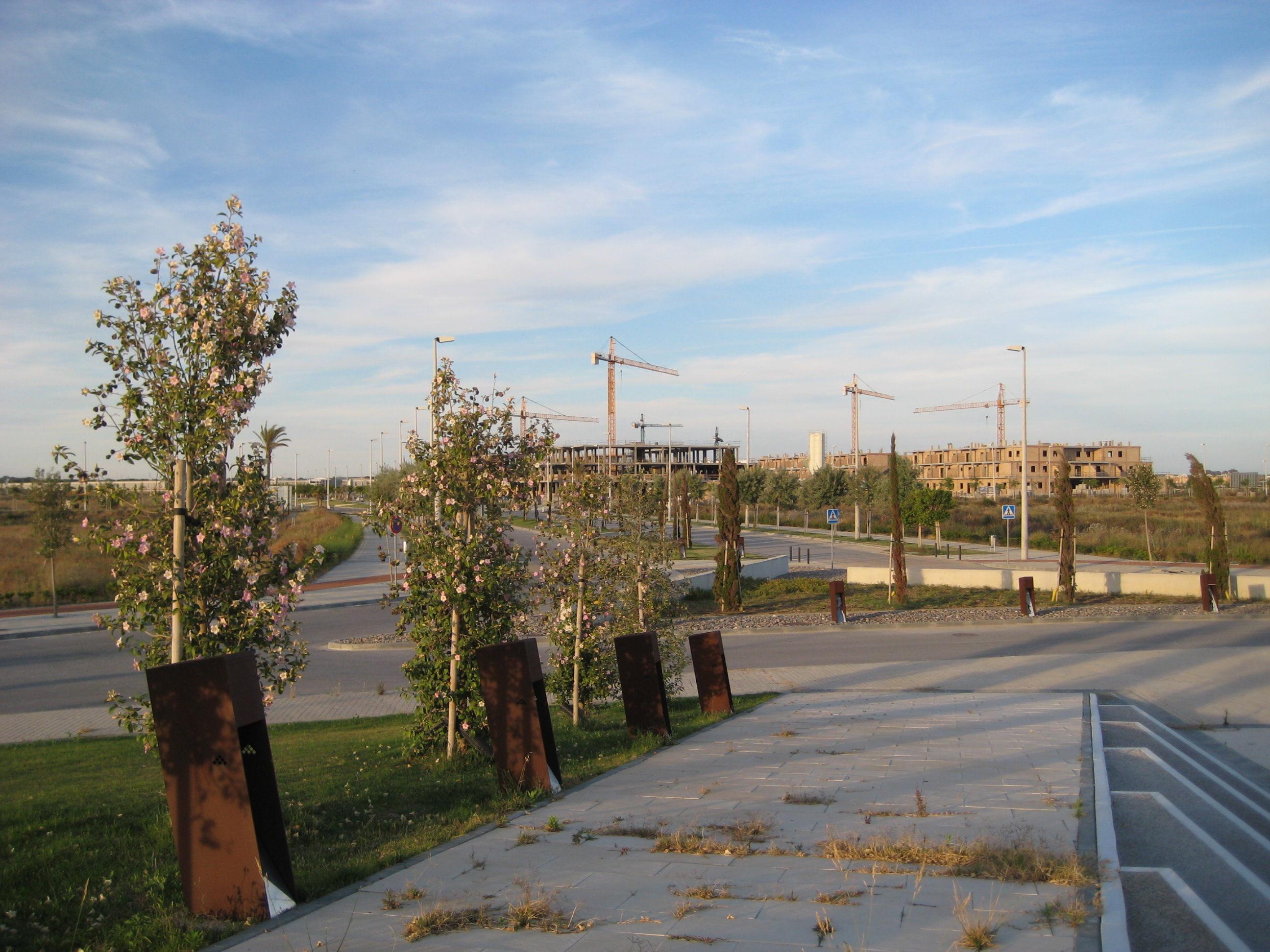
Obras de la segunda fase de Costa Ballena (Chipiona).

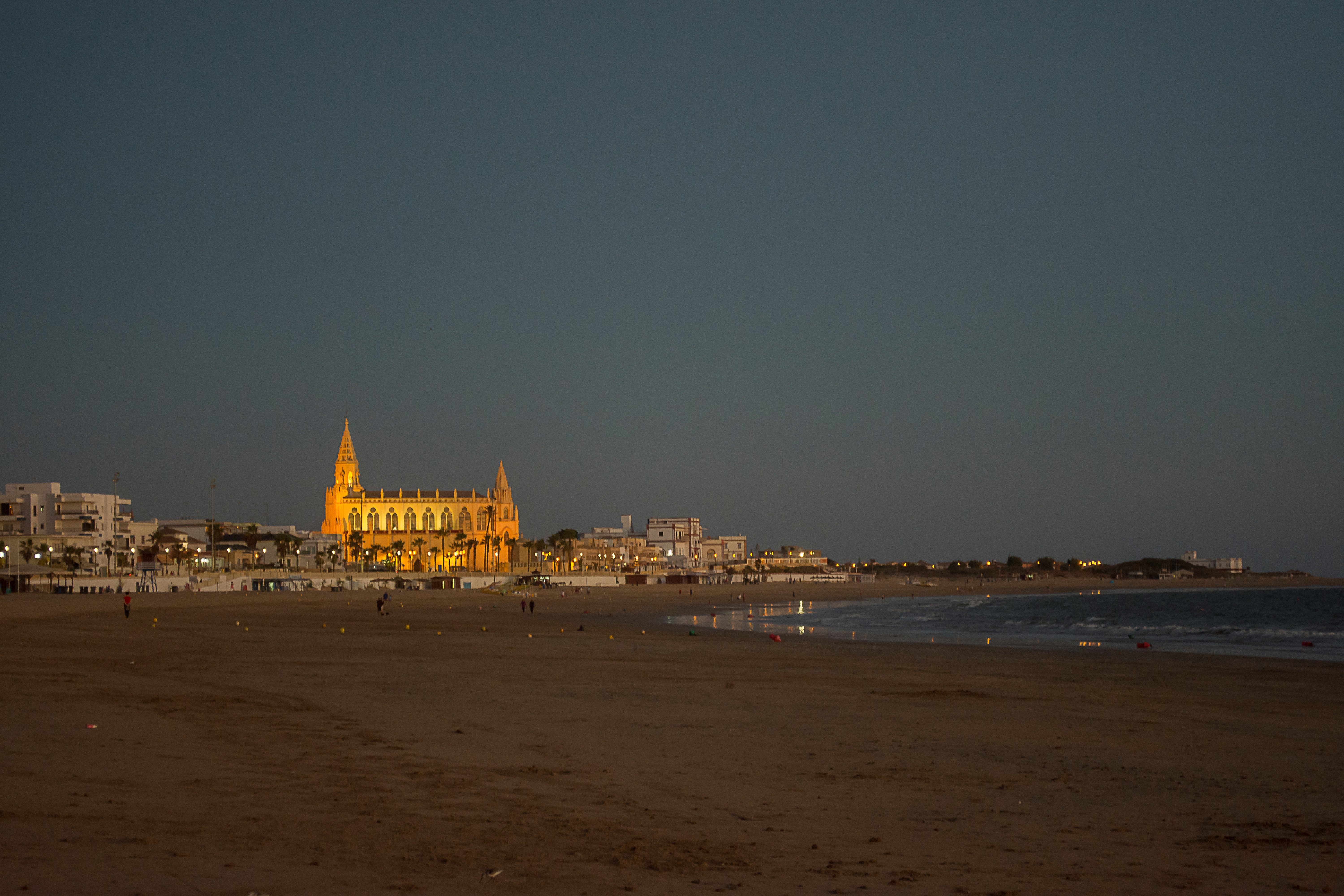
Vista de la playa de Regla.

Además del núcleo principal, hay asentamientos en la costa, donde destaca Costa Ballena.

### Costa Ballena (Segunda Fase)
Costa Ballena es un complejo vacacional ubicado en los municipios de Rota y Chipiona. La primera fase, que fue la primera que se construyó pertenece al municipio de Rota y cuenta con un campo de Golf de 27 hoyos. Posteriormente se levantó la segunda fase del complejo, en territorio del municipio de Chipiona, al otro lado del parque que divide los dos términos municipales mediante un canal.

## Demografía
Chipiona cuenta con una población de 19 915 habitantes (INE 2024).
| Gráfica de evolución demográfica de Chipiona entre 1842 y 2021                                                      |
| |
| Población de derecho según los censos de población del INE Población de hecho según los censos de población del INE |

## Economía

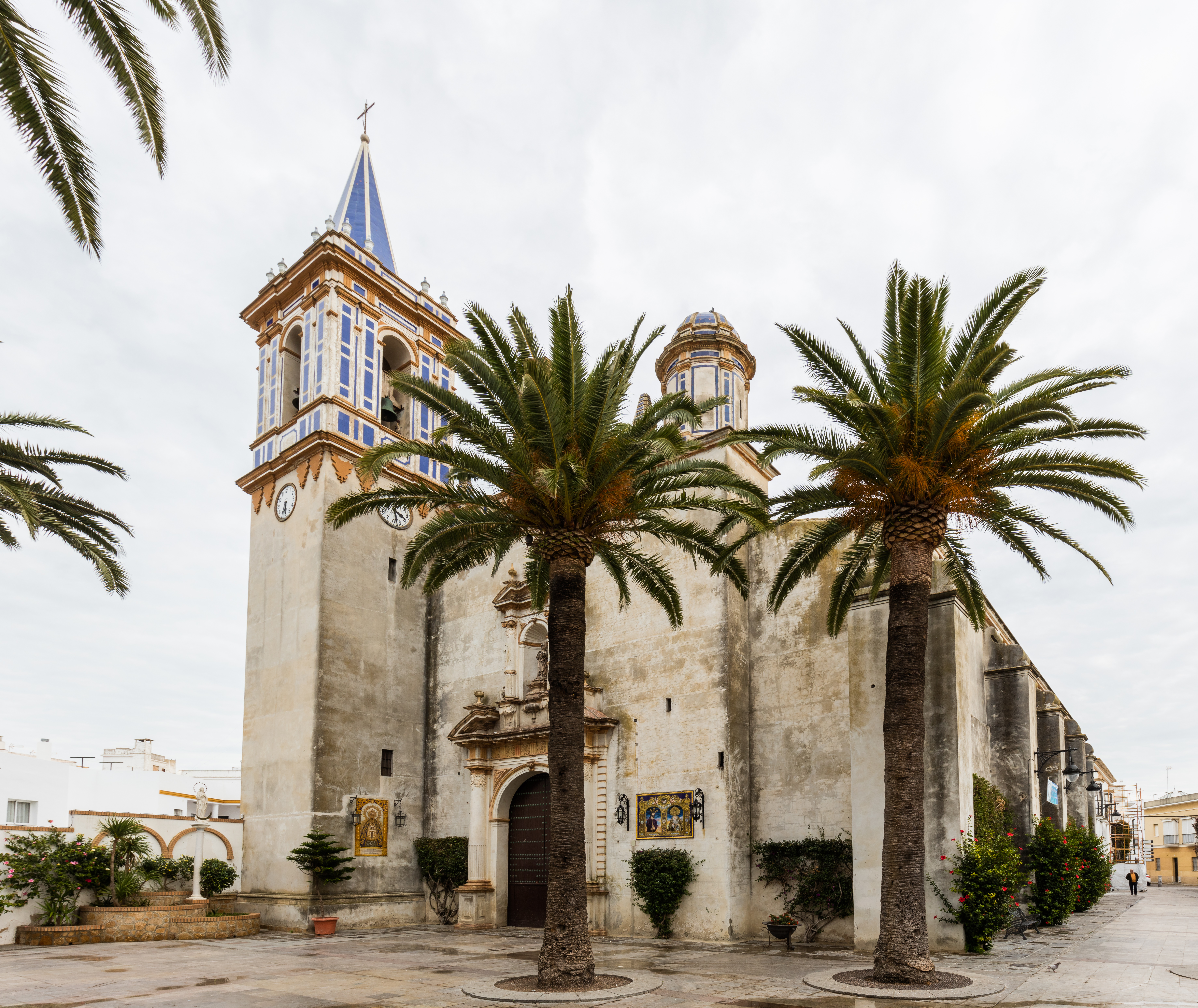
Iglesia de Nuestra Señora de la O.

Está compuesta principalmente por tres sectores bien diferenciados:
Turismo

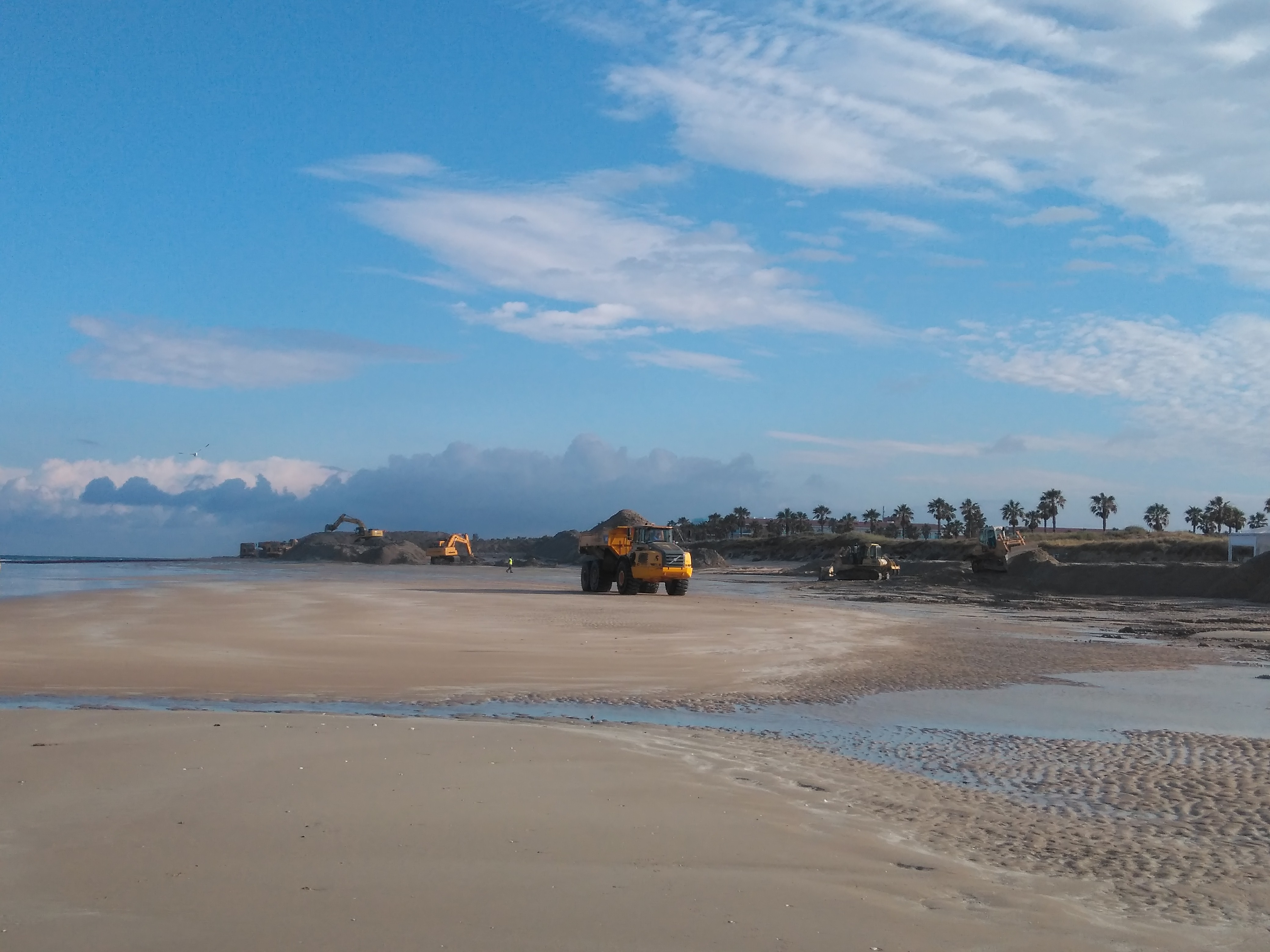
Playa de Las tres Piedras.

Es un gran centro turístico debido a su clima y sus playas, ricas en yodo. Está considerado como municipio turístico de Andalucía, concedido por la Junta de Andalucía. El origen principal de los visitantes es nacional, en el que destacan los procedentes de la provincia de Sevilla que ascienden a casi el 50% (Sevilla 32,4%, Dos Hermanas 10,4%, Alcalá de Guadaíra 3,3%). Su término municipal cuenta con una línea de litoral de 12,6 km de longitud, 7,6 de los cuales conforman cinco playas principales:
- Playa de Montijo-Niño de oro: se halla situada entre el término municipal de Sanlúcar de Barrameda y el Puerto Pesquero-Deportivo. Tiene una longitud de 3,6 km.
- Playa Cruz del Mar-Las Canteras: situada entre el Puerto Pesquero-Deportivo y el Faro. Con una longitud de 1,5 km. Esta playa ha sido galardonada desde 1993 con la Bandera Azul de los Mares Limpios de Europa, con un paréntesis por obras en la construcción de un nuevo paseo marítimo en 2008 y 2009.
- Playa de Regla: se halla delimitada por el Faro y la playa del Camarón. Tiene una longitud de 1,7 km. Es por su proximidad a la zona urbana una playa muy concurrida y posiblemente la más emblemática de Chipiona. Ostenta desde 1989, de forma ininterrumpida, el galardón de la Bandera Azul de los mares Limpios de Europa.
- Playa de Camarón-La Laguna: delimitada por la playa de Regla y de las Tres Piedras, entre la punta de Cuba y la de Camarón de la que recibe su nombre. Su longitud total es de 2 km. Dispone de senderos elevados para el acceso a la misma que tratan de preservar el cordón de dunas que la rodea, hábitat natural del camaleón y centro de interpretación.[12] Desde el año 2006, ha obtenido el galardón de la Bandera Azul de los Mares Limpios de Europa.
- Playa de las Tres piedras-La Ballena: es la emplazada más al sur del municipio, colindante con el término municipal de Rota. Tiene una longitud de 2,4 km. Sus fronteras naturales están delimitadas por el arroyo Río Nuevo entre el término municipal de Rota y la playa de Camarón.

Agricultura
- Floricultura: La producción de flor cortada se inició en los años setenta, gracias al microclima y a la calidad de sus tierras. El sector tuvo su máximo en los años noventa y desde entonces ha bajado la superficie dedicada a estos cultivos, no obstante sigue siendo la zona de mayor producción de toda España, con un importante volumen de exportaciones. El cultivo de flor se realiza mayoritariamente en el interior de invernaderos, que se encuentran formando un cinturón que rodea el núcleo urbano, disfrutando de buenas infraestructuras. Existen igualmente un elevado número de empresas comercializadoras y de servicios. La flor más cultivada es el clavel.[13]

- Vitivinicultura: Elaboración de vino moscatel, oloroso, fino y vinagre de vino. La uva, moscatel de Chipiona, una vez que es recogida se esparce en una zona alta de la localidad para que se seque al sol y adquiera un mayor grado de azúcar. El proceso, que se realiza a mano, es muy laborioso. Una vez que la uva ha adquirido el grado de alcohol idóneo se lleva a los lagares para elaborar el moscatel de pasas.

- Producción de fruta y hortalizas.

Pesca

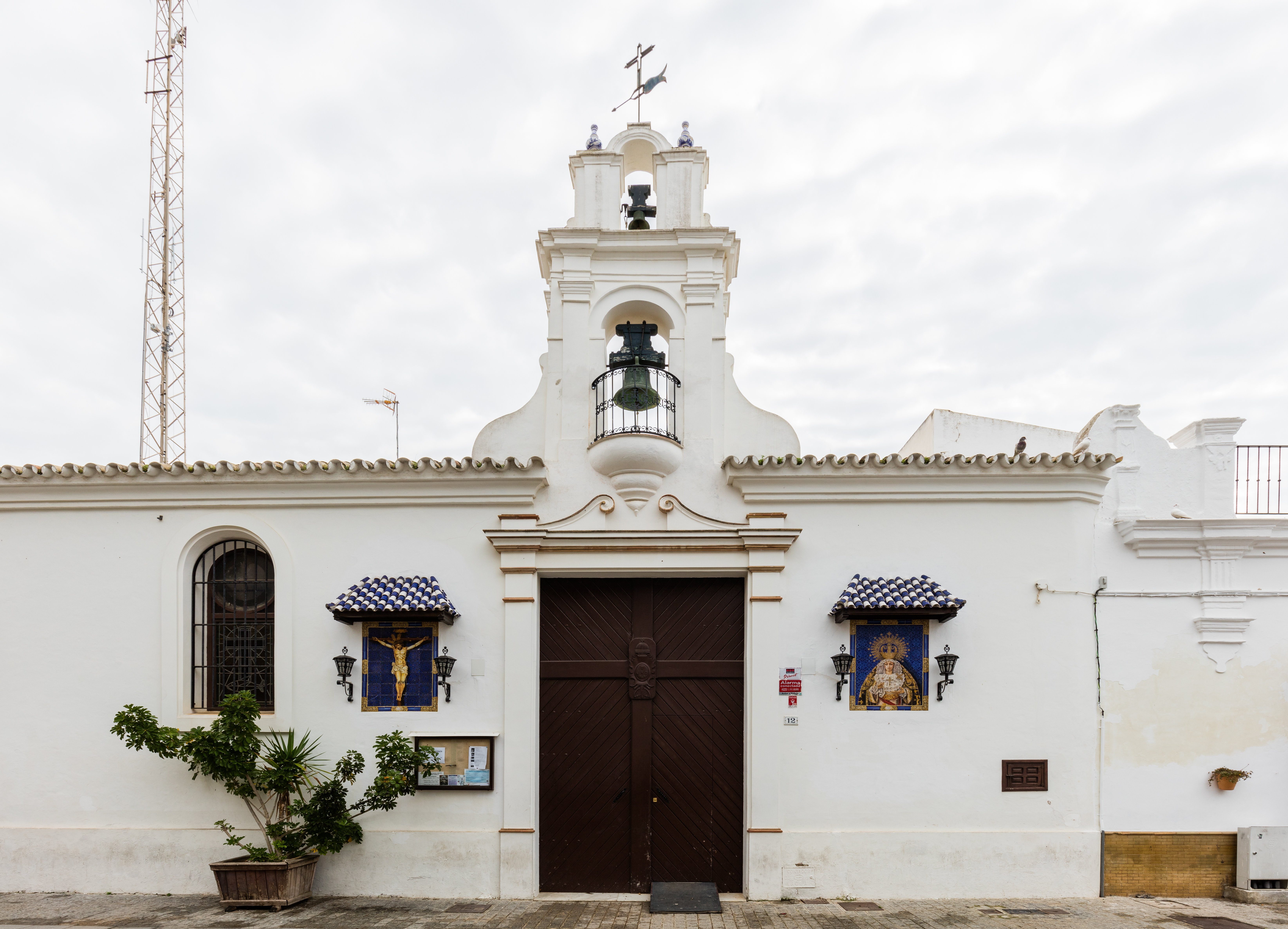
Ermita del Cristo de las Misericordias

Es el sector más antiguo y del que, junto con el agrario, principalmente vivía en la antigüedad, de la que son testimonios los corrales de pesca.El pescado de Chipiona es conocido por su calidad.

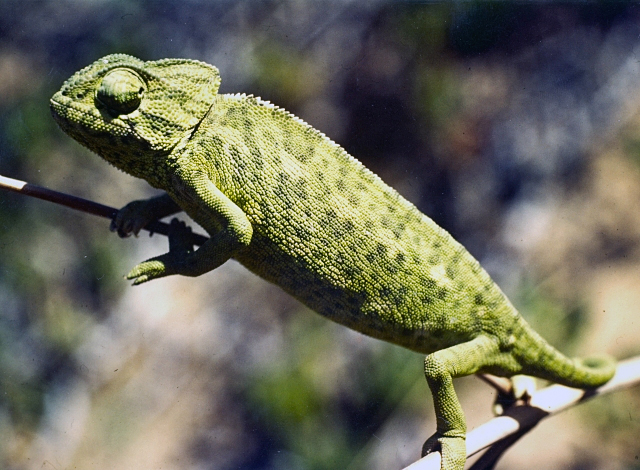
Camaleón común.

### Evolución de la deuda viva municipal
El concepto de deuda viva contempla sólo las deudas con cajas y bancos relativas a créditos financieros, valores de renta fija y préstamos o créditos transferidos a terceros, excluyéndose, por tanto, la deuda comercial.
| Gráfica de evolución de la deuda viva del Ayuntamiento de Chipiona entre 2008 y 2024                |
| |
| Deuda viva del Ayuntamiento de Chipiona, en miles de euros, según datos del Ministerio de Hacienda. |

## Administración y política

### Listado de alcaldes desde 1979
| Nombre                                  | Lista                                        | Fecha de posesión       | Fecha de baja           |
| --------------------------------------- | -------------------------------------------- | ----------------------- | ----------------------- |
| Miguel Valdés Benítez                   | Unión de Centro Democrático                  | 19 de abril de 1979     | 23 de mayo de 1983      |
| Miguel Valdés Benítez                   | Centro Progresista Independiente de Chipiona | 23 de mayo de 1983      | 6 de diciembre de 1984  |
| Luis Mario Aparcero Fernández de Retana | Centro Progresista Independiente de Chipiona | 20 de diciembre de 1984 | 28 de octubre de 1986   |
| Manuel Monge Cerpa                      | Centro Progresista Independiente de Chipiona | 28 de octubre de 1986   | 30 de junio de 1987     |
| Luis Mario Aparcero Fernández de Retana | PSOE                                         | 30 de junio de 1987     | 29 de diciembre de 1995 |
| Justo José Masot Monserrat              | PP                                           | 29 de diciembre de 1995 | 3 de julio de 1999      |
| Luis Mario Aparcero Fernández de Retana | PSOE                                         | 3 de julio de 1999      | 11 de octubre de 2000   |
| María Dolores Reyes Ramos               | PSOE                                         | 25 de octubre de 2000   | 19 de octubre de 2004   |
| Manuel García Moreno                    | PSOE                                         | 27 de octubre de 2004   | 11 de junio de 2011     |
| Isabel María Fernández Orihuela         | IU                                           | 11 de junio de 2011     | 13 de junio de 2011     |
| Antonio Peña Izquierdo                  | PP                                           | 22 de junio de 2011     | 20 de octubre de 2016   |
| Isabel Jurado Castro                    | PP                                           | 4 de noviembre de 2016  | 15 de junio de 2019     |
| Luis Mario Aparcero Fernández de Retana | Unidos por Chipiona                          | 15 de junio de 2019     | Actualidad              |

## Colegios e institutos
- Colegio Virgen de Regla
- Colegio Divina Pastora Calasancias
- Colegio Los Argonautas
- Colegio Príncipe Felipe
- Colegio Maestro Manuel Aparcero
- Colegio Lapachar
- Colegio Cristo de Las Misericordias
- IES Salmedina
- IES Caepionis

## Patrimonio

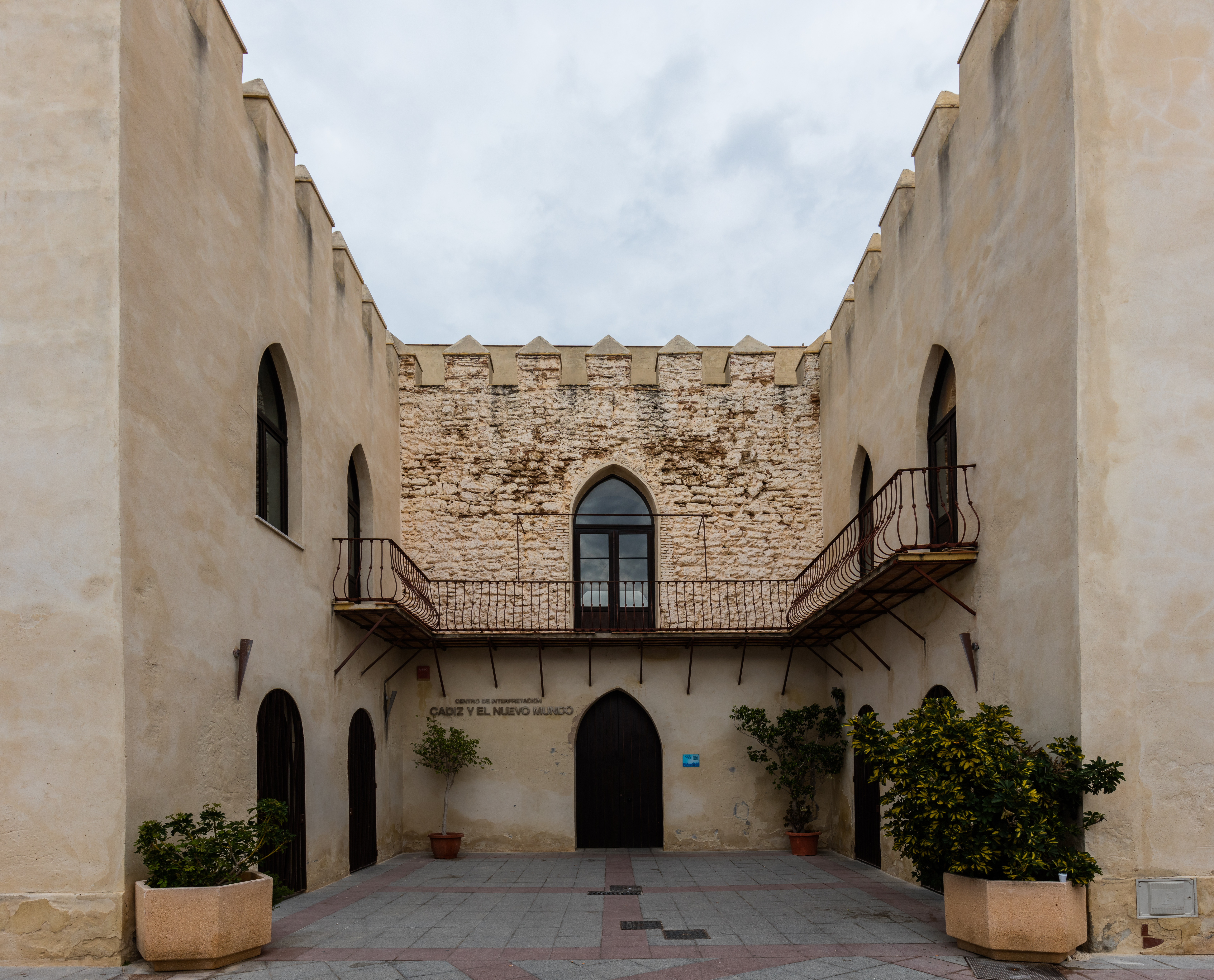
Castillo de Chipiona

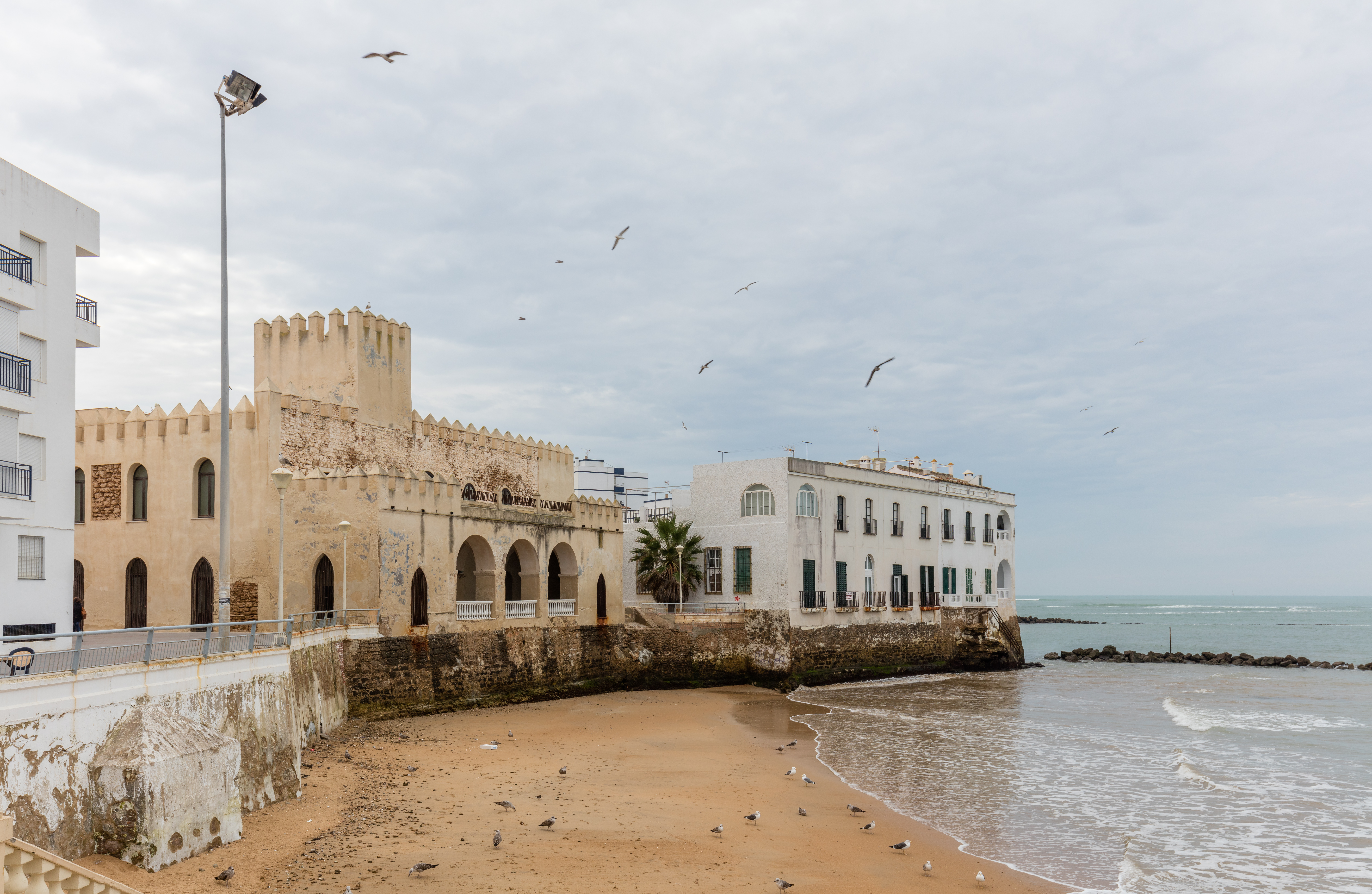
Vista del castillo desde la costa

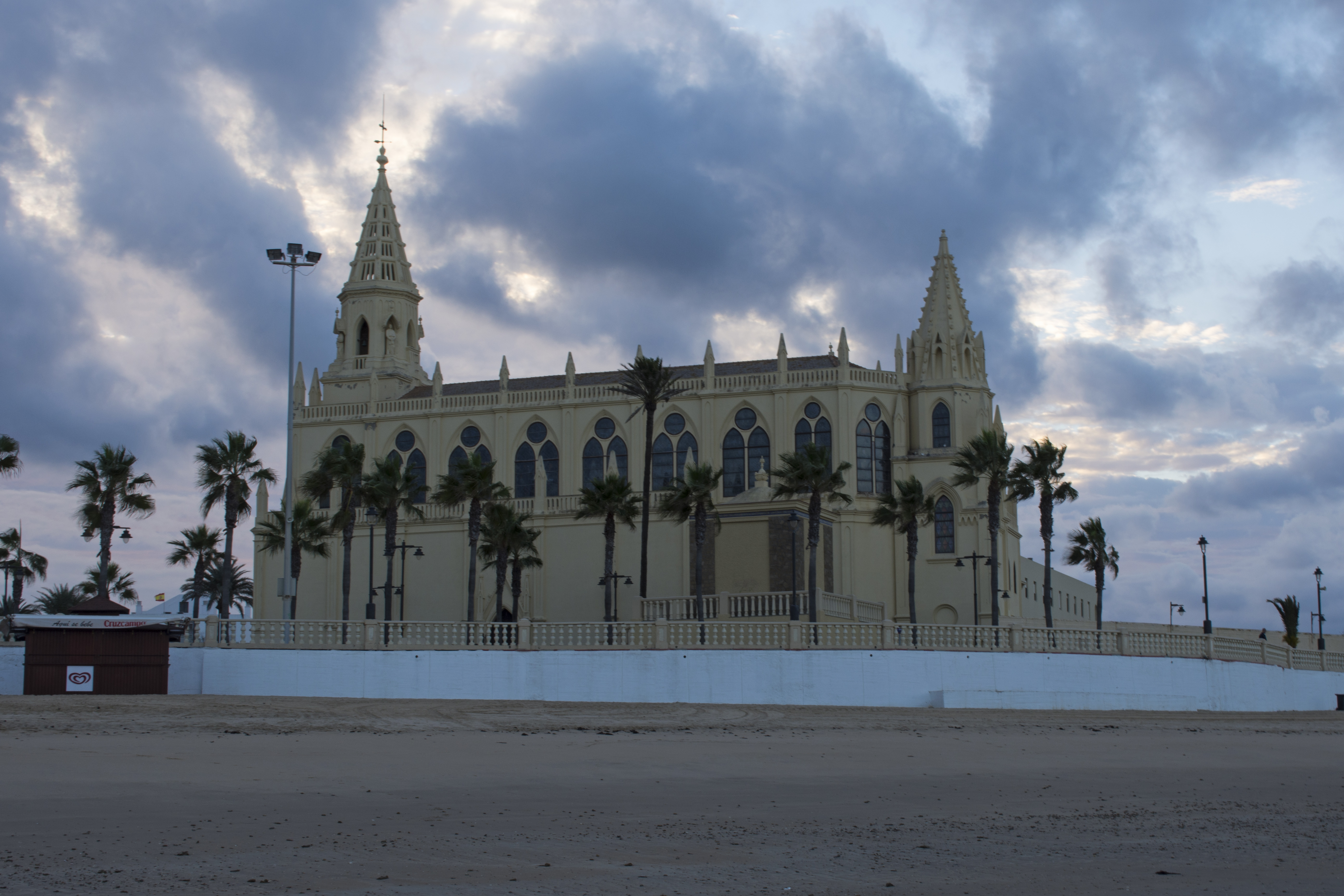
Santuario de Ntra. Sra. de Regla

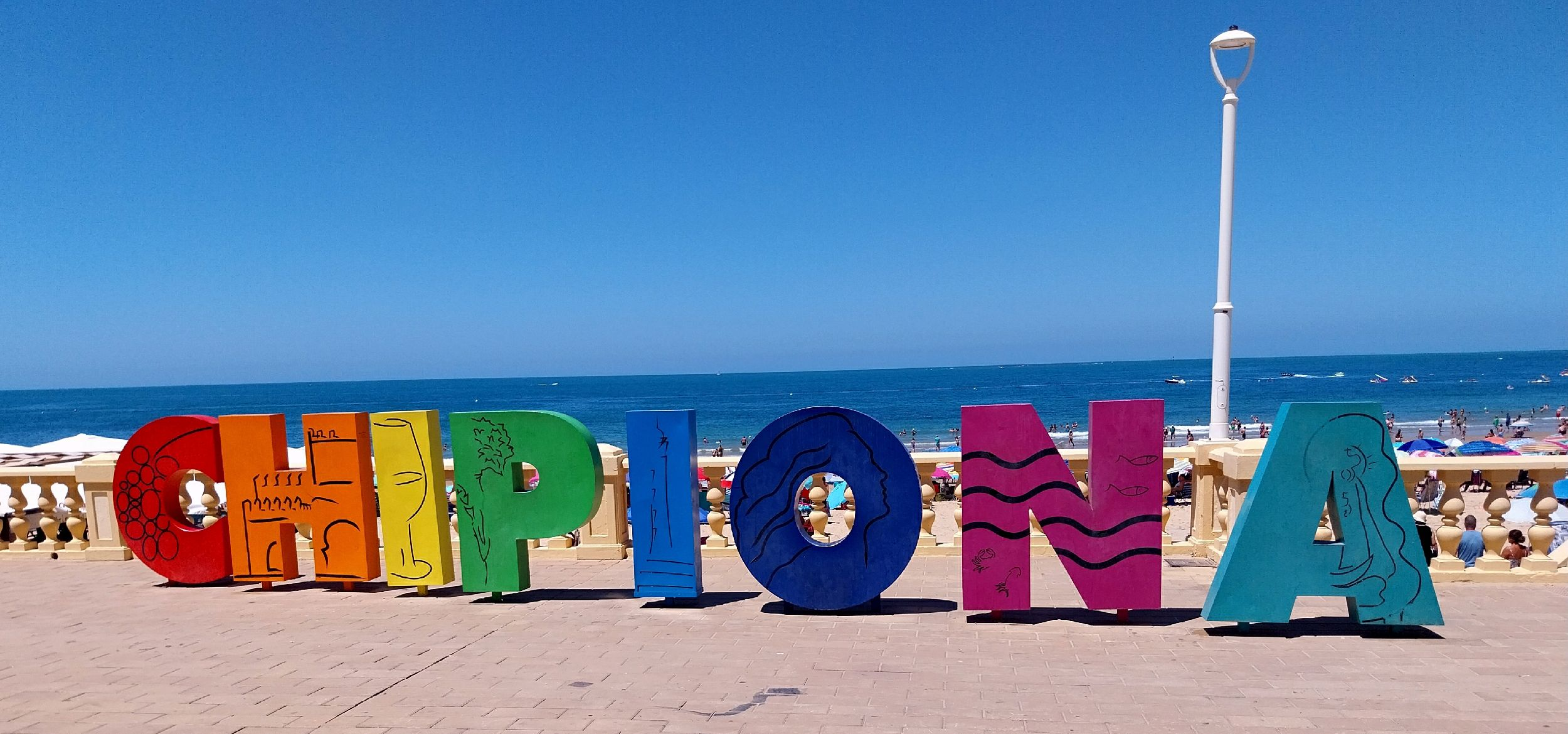
Letras turísticas, en el Paseo Costa de la Luz

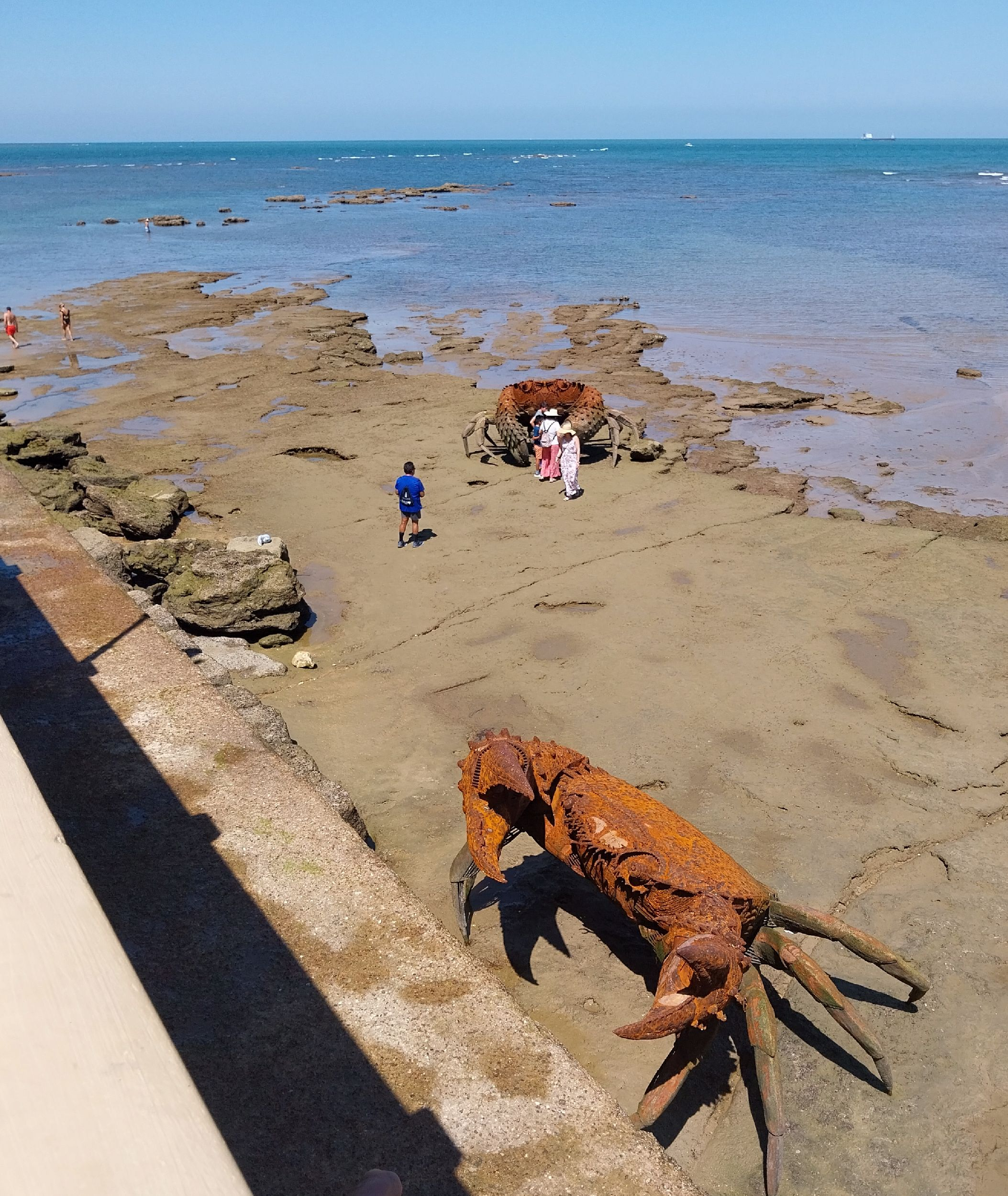
Conjunto escultórico marino 'Cangrejos del litoral'

- El Faro de Chipiona es el monumento más emblemático de la villa. Es el mayor faro de España, 3.º de Europa y 5.º del mundo. Su altura desde la base es de aproximadamente 69 metros, data de 1867 y está situado en la llamada Punta del Perro. Se construyó para evitar que los barcos tuvieran problemas al acceder al río Guadalquivir y chocasen con la Piedra Salmedina.[19]
- El Puerto Deportivo: a principios de los 90 se llevó a cabo la construcción del Puerto Deportivo, situado junto a la desembocadura del Guadalquivir, en 2008 es sometido a un proceso de ampliación.
- El Santuario de Nuestra Señora de Regla: El edificio actual del santuario data de principios del siglo XX, construido por la comunidad de misioneros franciscanos, con la ayuda de los Duques de Montpensier. Tiene su origen en una antigua castillo fortaleza del siglo XIV, propiedad de la familia Ponce de León, que lo donaron a los ermitaños de San Agustín, en 1399, para convertirlo en iglesia.[20]
- Iglesia parroquial de Nuestra Señora de la O. Edificada en 1578 y reconstruida en 1794, tras los daños sufridos por el Terremoto de Lisboa. Destaca la portada renacentista y una portada lateral con un arco gótico florido.
- Castillo de Chipiona: Alberga el museo "Cádiz y el Nuevo Mundo".
- Museo del Moscatel: Inaugurado en el 2012. Situado en la Cooperativa Católico Agrícola, que se encuentra  en la avenida de Regla.
- Centro de interpretación Rocío Jurado: El centro de interpretación o museo de Rocío Jurado fue inaugurado el 2 de julio de 2022. Está situado en Avda. de Granada en uno de los edificios del Palacio de Ferias y Congresos de la localidad.

## Fiestas y tradiciones
- Carnaval de Chipiona: Fiesta de larga tradición en el municipio, la referencia documental  al carnaval en Chipiona, más antigua, es un Edicto del Ayuntamiento de 1896, en el que se regula el funcionamiento de estas fiestas y de la que se desprende que su existencia era anterior. Durante el periodo franquista las fiestas de carnaval fueron prohibidas en toda España. En 1984, se reinstauró esta fiesta y desde entonces se celebra anualmente entre los meses de febrero y marzo. La clausura tiene lugar con la Cabalgata, fiesta reconocida de interés regional.[21]

- Semana Santa: Chipiona tiene dos Hermandades de penitencia:
  - Hermandad y Cofradía de Nazarenos de Nuestro Padre Jesús Cautivo, María Santísima de los Dolores y San José Obrero. La talla de Nuestro Padre Jesús Cautivo, del escultor sevillano Francisco Buiza, data de 1960. La Virgen de los Dolores es obra anónima del siglo XVIII. La Hermandad hace estación de penitencia en la jornada del Jueves Santo.
  - Franciscana Hermandad del Santísimo Cristo de las Misericordias, Dulce Nombre de Jesús, Nuestra Señora de la Piedad, María Santísima de la Soledad y San Juan Evangelista. Hace estación de penitencia en la jornada del Viernes Santo. La imagen del Cristo de las Misericordias tiene un gran arraigo popular desde el Terremoto de Lisboa, en noviembre de 1755, en que se sacó la Imagen del Cristo en rogativa. Este suceso se recuerda el 1 de noviembre de cada año, en que saca al Stmo. Cristo de las Misericordias en una procesión de acción de gracias. En 2006, la Hermandad incorporó la imagen de Ntra. Señora de la Piedad, Imagen que hace su estación de Penitencia en la tarde del Miércoles Santo.[22]

Además cuenta con la Agrupación Parroquial de Cristo Rey en su entrada triunfal en Jerusalén y Ntra. Sra. de la Esperanza. La agrupación sale en procesión en la tarde del Domingo de Ramos, sacando la imagen de Cristo Rey acompañado por niños y niñas ataviados de hebreos.
- Feria del Moscatel: Desde el año 2022 se viene celebrando la Feria del Moscatel en la semana posterior a la Semana Santa. El recinto ferial se ubica en la Avda. de La Constitución, mientras que la zona de atracciones se ubica en el parque Poeta Miguel Hernández. La feria comienza el miércoles con el alumbrado de la portada y finaliza el domingo con un castillo de fuegos artificiales en el parque Blas Infante.
- Romería del Pinar: Romería que se celebra el primer domingo de junio en el Pinar de la Villa y en el que la Virgen de Regla del Pinar, tras un traslado previo tres días antes al Santuario de Ntra. Señora de Regla, vuelve hasta su pinar acompañada por caballistas, carretas y público en general.[cita requerida]
- Virgen del Carmen: La patrona de los marineros sale el día de su festividad, el 16 de julio,  siendo embarcada al mediodía y paseada por las mares de la Villa. Durante  la tarde realiza una procesión por las calles céntricas del pueblo finalizando con un castillo de fuegos artificiales en la playa de la Cruz del Mar.[cita requerida]
- Velada de Regla: Están dedicadas a Ntra. Señora de Regla y se celebran junto al Santuario de Nuestra Señora de Regla. Culminan con la salida de Ntra. Señora de Regla el 8 de septiembre y finalizan con un castillo de fuegos artificiales en la playa de Regla.[cita requerida]
- Halloween y Festividad de Todos los Santos: Es cada vez más frecuentes que en la tarde noche del 31 de octubre los niños salgan disfrazados de monstruos y seres fantasmagóricos a las calles a pedir puerta por puerta caramelos. El día 1 de noviembre, Festividad de todos los Santos, tiene lugar la procesión de acción de gracias del Santísimo Cristo de las Misericordias, debido al milagro realizado en el maremoto de Lisboa.
- Navidad: La ciudad se adorna con alumbrados navideños. En el año 2003 se formó la Asociación de Belenistas "Caepionis", la cual realiza multitud de actividades, como son cursillos de belenes, la realización del Cartel de la Navidad, un belén viviente, concurso de belenes o el Pregón de la Navidad. Son tradicionales las zambombas que organizan los distintos barrios y asociaciones del pueblo. En la tarde del 5 de enero se realiza la Cabalgata de SS.MM. los Reyes de Oriente, en la que desde el año 2009 se hace una adoración al Niño de Dios en la plaza Pio XII.[cita requerida]

## Gastronomía
Junto al vino moscatel, destacan los productos del mar como las galeras.

## Galería

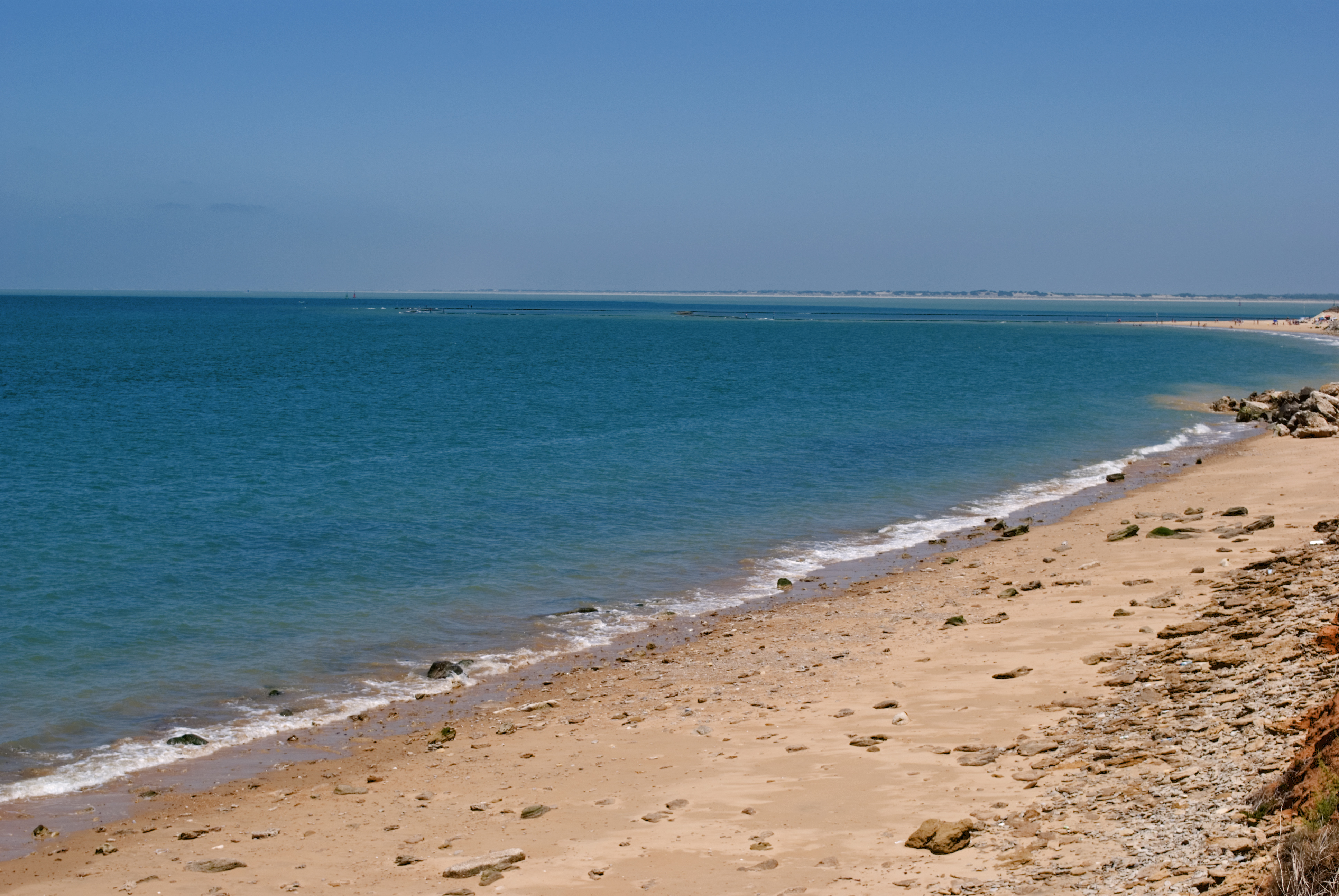
Playa de Montijo.
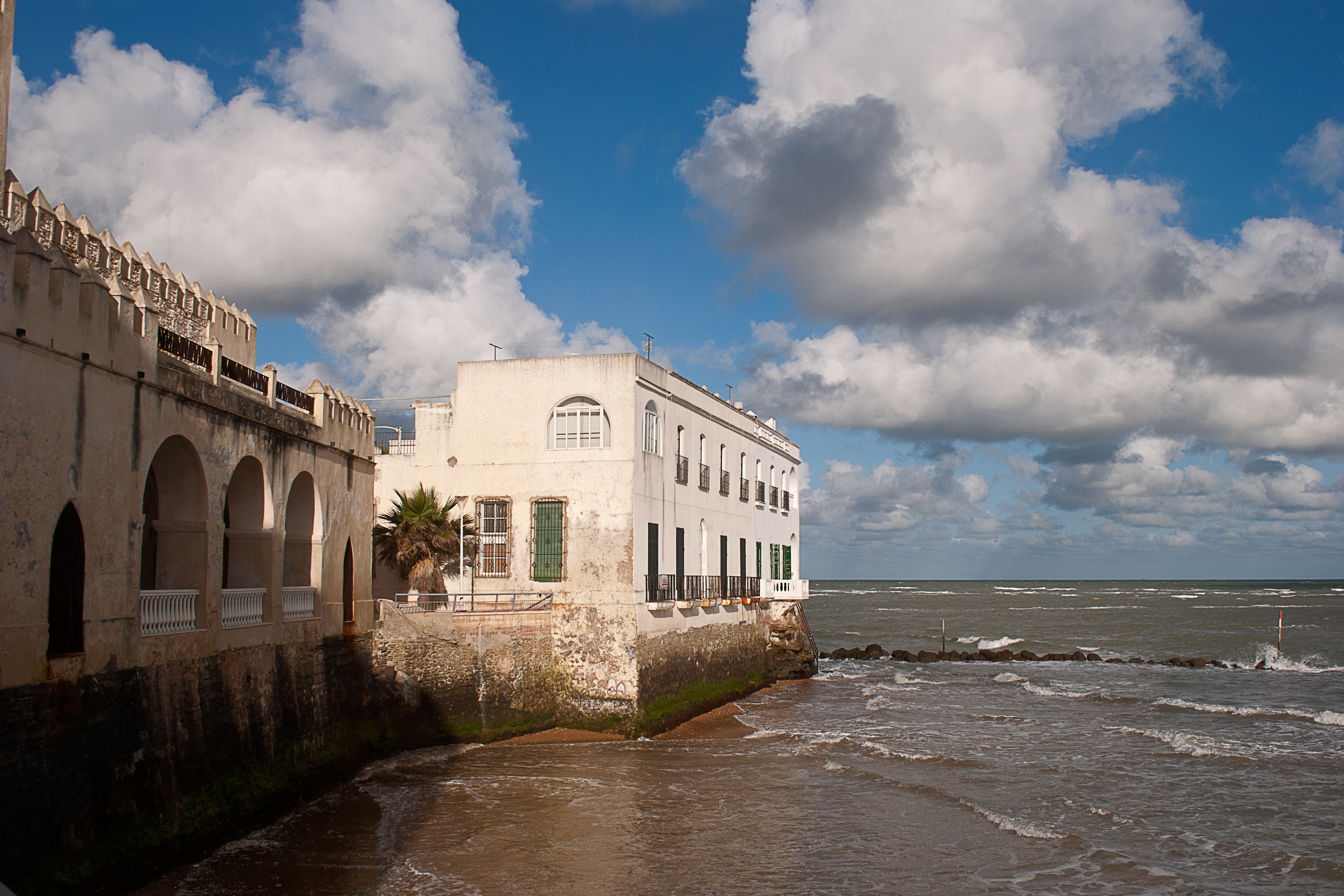
Cruz del Mar.
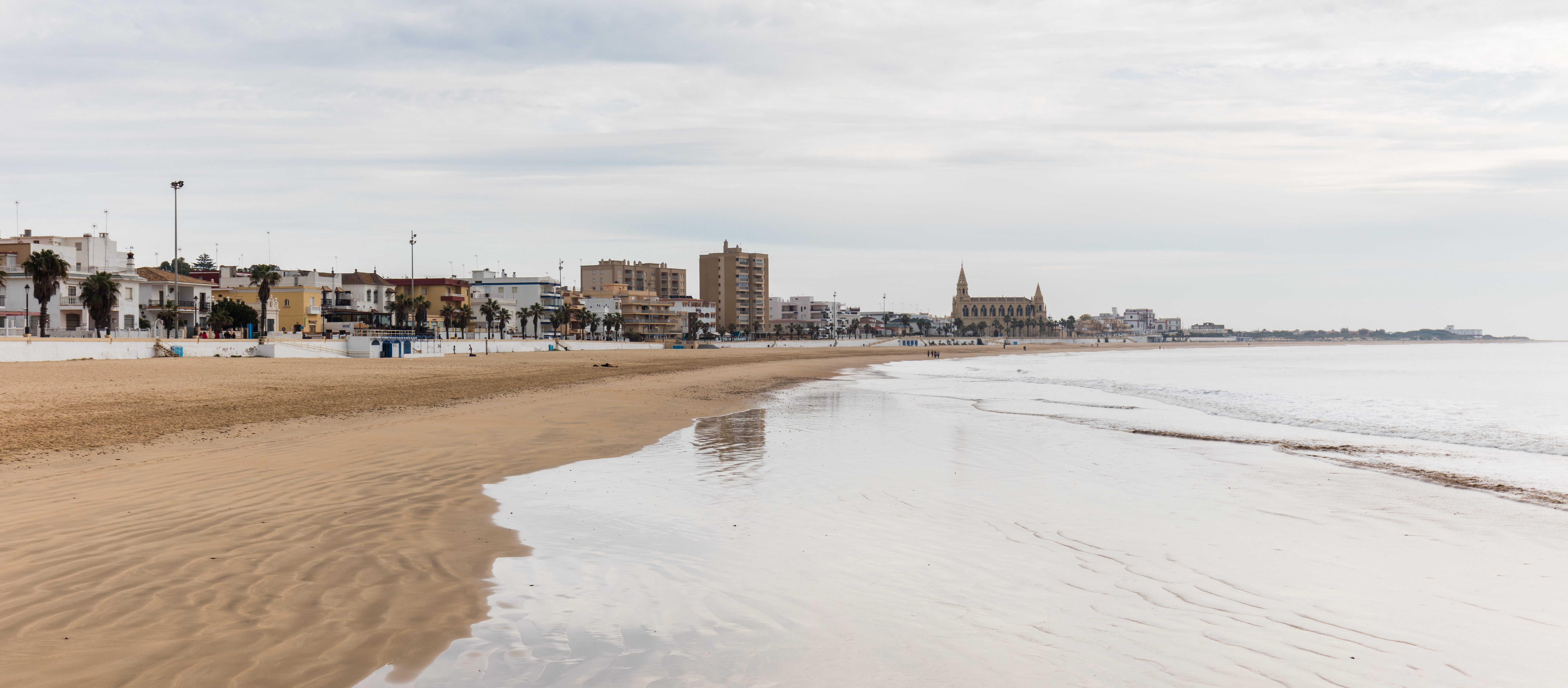
Playa de Regla.
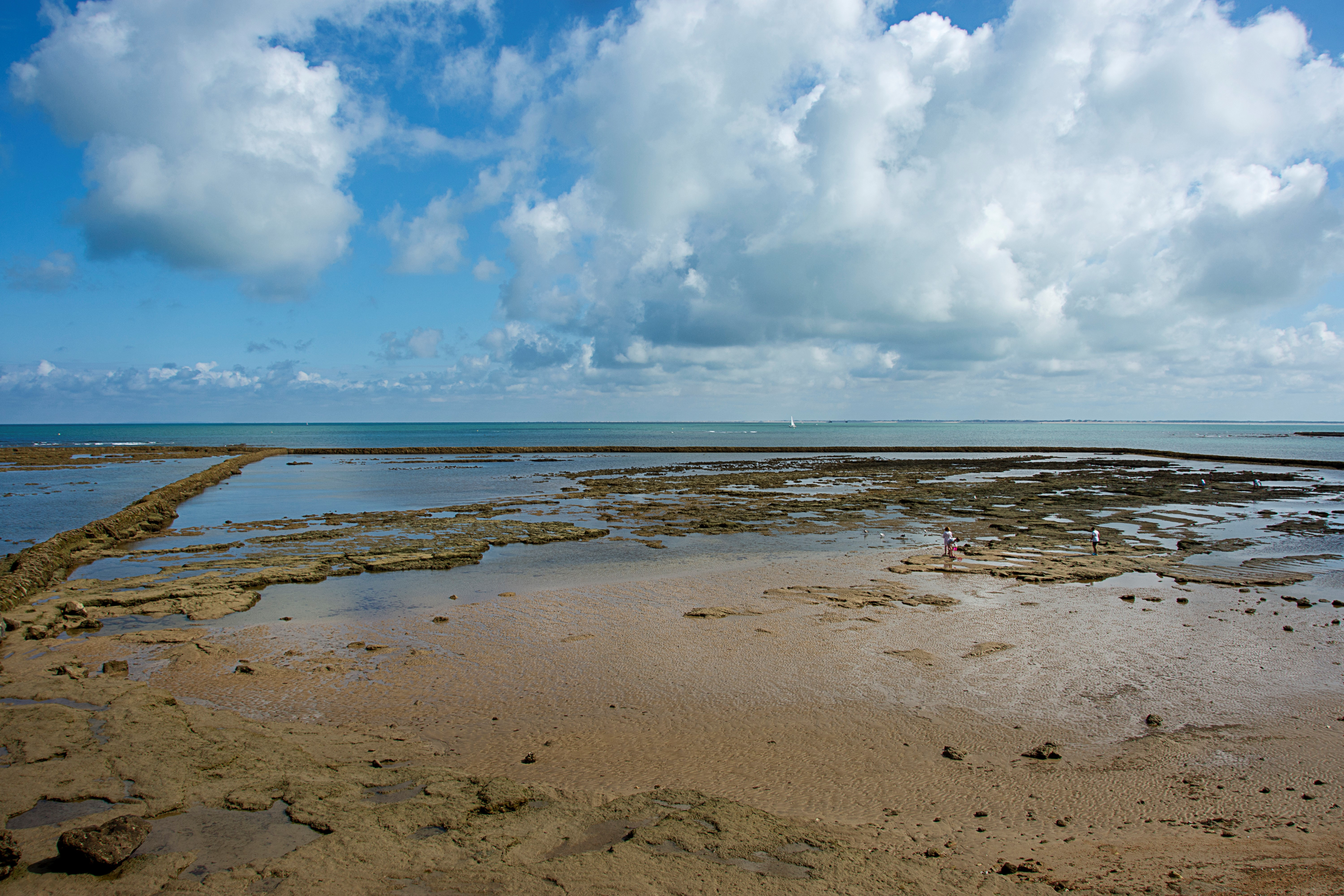
Playa de las Canteras.
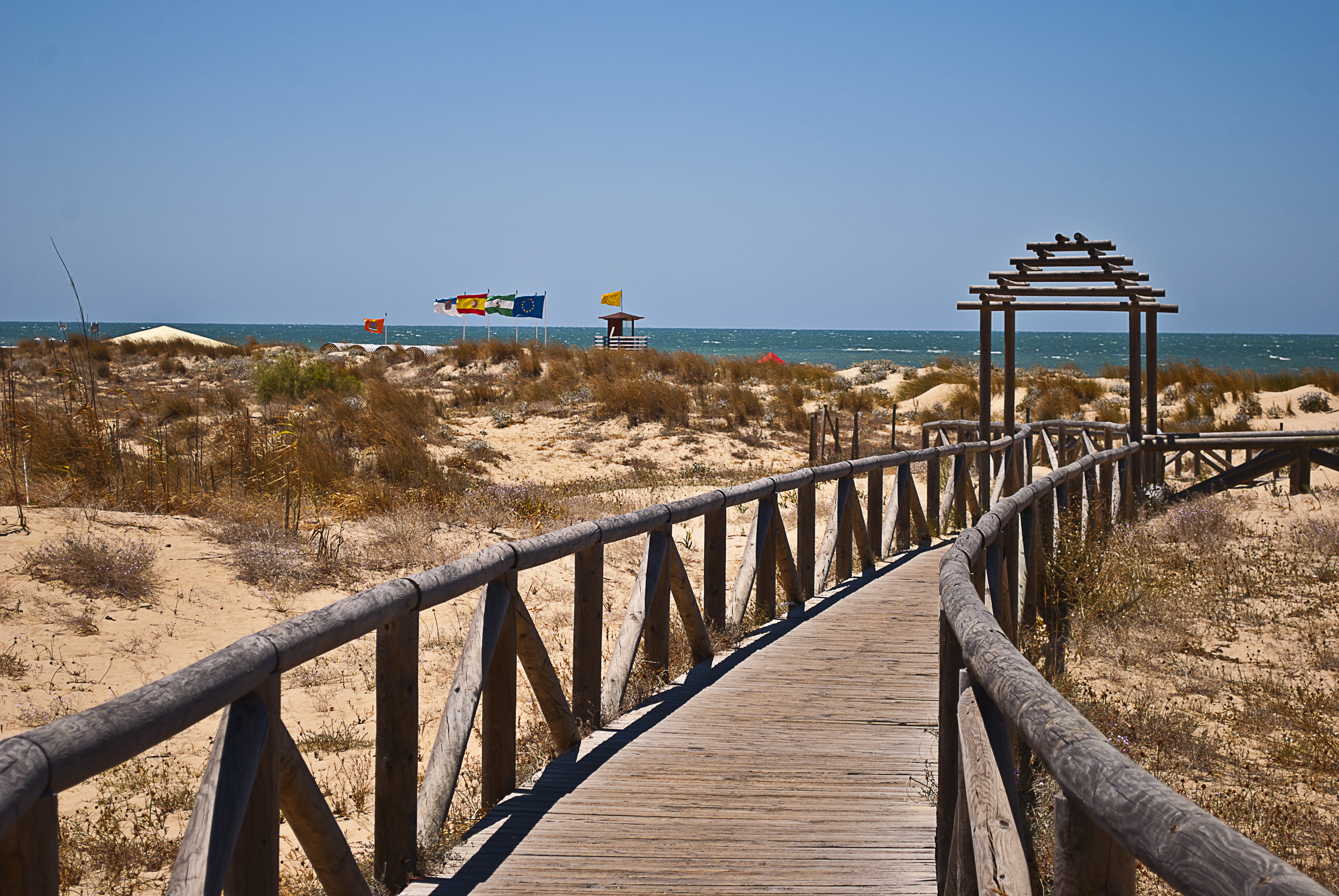
Playa de la Laguna.